# Коэн, Эван Монтвел
Эван Монтвел Коэн (англ. Evan Montvel Cohen; род. 1966) — американский бизнесмен еврейского происхождения, живущий на острове Гуам. Основатель и первый директор радио Air America.

## Биография
Эван Коэн учился в колледже Белойт в Висконсине в 1980-х годах. До Air America Коэн был крупным акционером Latte Publishing, издательской компании, расположенной на Гуаме; вице-президентом Sorensen Pacific Broadcasting, владельцем The Communications Corp, специалистом по маркетинговым исследованиям на Гуаме. В середине и конце 1990-х годов активно инвестировал в несколько азиатских рекламных агентств и медиа-компаний. Коэн также участвовал в нескольких политических кампаниях в качестве консультанта и председателя комитета политических действий.
В 2003 году Коэн работал директором по развитию Gloria Wise Boys and Girls Clubs (некоммерческая организация, помогающая детям и старикам в Бронксе). Он и его деловой партнер Рекс Соренсен, генеральный директор Sorensen Media Group, создали Progress Media Inc. 31 марта 2004 года Progress Media с большой помпой запустила радио Air America. Коэн возглавил радиостанцию, а Соренсен являлся финансовым директором Progress Media и Air America Radio. Он имел полный контроль над всеми фондами и банковскими отношениями компании и подчинялся непосредственно председателю правления Эвану Коэну. Никто другой в компании не контролировал деятельность Соренсена и не вносил в неё никакого участия. Разразившийся в 2005 году скандал из-за секретного денежного перевода в 1 млн долл. от Boys & Girls Clubs, осуществлённого Коэном, привёл к созданию негативной репутации радиостанции. В октябре 2006 года растущие долги вынудили Air America Radio объявить о банкротстве. В марте 2007 года компания была приобретена нью-йоркским девелопером Стивеном Грином и его братом Марком за 4,25 млн. долларов США.
26 мая 2008 года Коэн был арестован в международном аэропорту Гуама по ордеру штата Гавайи, ему было предъявлено обвинение в отмывании денег, мошенническом использовании кредитной карты, подделке документов и краже 60 000 долларов США у ландшафтной компании из Гонолулу. Он был экстрадирован с Гуама на Гавайи и впоследствии выпущен под залог. В 2009 году Коэн признал себя виновным по одному пункту обвинения, а остальные обвинения были сняты. По соглашению о признании вины он был приговорен к пяти годам условно с сохранением права занимать руководящие должности.
В настоящее время Коэн является управляющим директором Sorensen Media Group и председателем Lotus Media Services — компании по разработке и производству креативного контента, предоставляющая радио- и телеконтент для стран Тихоокеанского региона и США. Коэн разработал телепрограммы GU MD, The Buzz, TimeOut и полтора десятка других. Монтвел Коэн и Соренсен сотрудничают с MTV Philippines и ABS-CBN Corporation — крупнейшим развлекательным и медиа-конгломератом на Филиппинах.
Эван Монтвел Коэн в настоящее время живёт на Гуаме и в Бруклине, Нью-Йорк.